# Gille-Glace

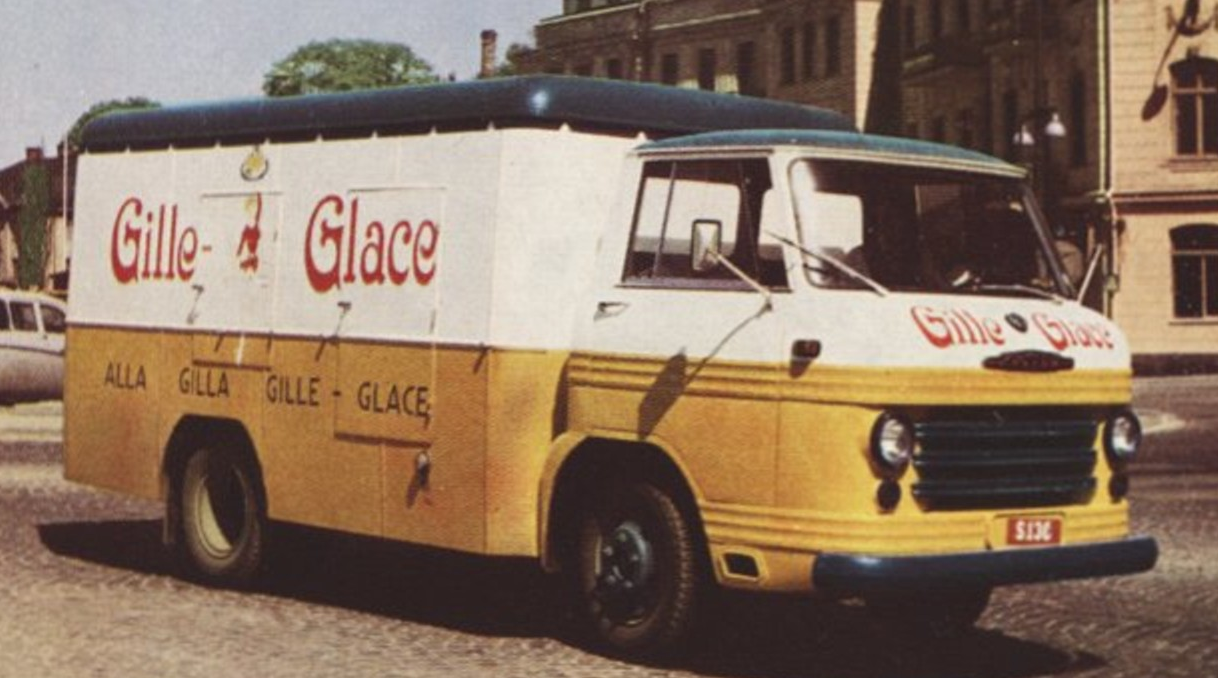
Glassbil med slogan Alla Gilla Gille Glace.

Gille-Glace var en svensk glasstillverkare i Nacka. Företaget, Gille-Glace AB, startade som ett dotterbolag till AB Nordiska Margarinfabriken, troligen 1947.
Ett avtal om teknisk samverkan mellan Nordiska Margarinfabriken, dotterbolaget Gille-Glace och den engelska glasstillverkaren Walls tecknades vid årsskiftet 1960/1961. I september 1961 knöts Gille-Glace till Unilever, varvid en omorganisation genomfördes.
År 1962 köpte Unilever även konkurrenten Trollhätteglass. Vid årsskiftet 1963/1964 slogs företagen ihop under namnet Trollhätteglass, men huvudkontoret förlades namnet till trots till Nacka. År 1968 lades tillverkningen i Trollhättan ner och koncentrerades till Gille Glass tidigare fabrik i Nacka.
Vid årsskiftet 1972–1973 fusionerades Trollhätteglass med Glace-Bolaget (GB Glace). GB fortsatte tillverka glass i Nacka fram till år 1988.